# کاست (نظام اجتماعی)
کاست نوعی طبقه‌بندی اجتماعی است که با مشخصه‌هایی مثل درون‌همسری و انتقال ارثی در سبک زندگی مشخص می‌شود که غالباً مواردی مانند شغل، وضعیت آیینی در سلسله مراتب آن، تعامل و محرومیت‌های اجتماعی عرفی و مفاهیم یا تصورات فرهنگی از خلوص و آلودگی در درجه‌بندی افراد دخیل و مؤثر است. نمونه پارادایم آن، تقسیم در جامعه هندوئیسم در هند است که شامل گروه‌بندی اجتماعی بسیار جدی است که ریشه در تاریخ باستان هند داشته که تا به امروز ادامه دارد. با این حال، اهمیت اقتصادی سیستم کاست در هند در نتیجه شهرنشینی و برنامه‌های تبعیض مثبت در حال کاهش است. همچنین در این نظام مزایای اجتماعی بر اساس نقش‌های انتسابی توزیع می‌شود. در نظام کاسْت، افراد عضو در رتبه‌های مختلف، حق گذر به رتبه‌های دیگر را ندارند و باید شرایط ویژه‌ای را در رفتار و اعمال خود و رابطه با اعضای رتبه‌های دیگر رعایت کنند. کاسْت، انتساب‌سالاری است و ضدّ شایسته‌سالاری است.

## ریشه واژه
واژه انگلیسی "caste" مشتق شده از واژه "casta" در زبان‌های اسپانیایی و پرتغالی است، که طبق فرهنگ لغت اسپانیایی جان مینشو en:John Minsheu (۱۵۶۹) به معنای "نژاد، اصل و نسب، قبیله یا اولاد" است. هنگامی که اسپانیایی‌ها دنیای جدید را استعمار کردند، آنها از این واژه به معنای "قبیله یا خاندان" استفاده می‌کردند. با این حال، این پرتغالی‌ها بودند که برای نخستین بار از واژه کاستا به معنای نو "caste" استفاده کردند، وقتی آنها در سال ۱۴۹۸ با هزاران گروه اجتماعی موروثی و غریب در هند روبرو شدند، بکار بردند؛ و پس از آن هجی "کاست"، برای نخستین بار در سال ۱۶۱۳ به زبان انگلیسی وارد شده
کاسْت برپایهٔ گزارش یونیسف و دیدبان حقوق بشر ۲۵۰ میلیون نفر را در سراسر جهان تحت تأثیر قرار داده‌است.

## در هند

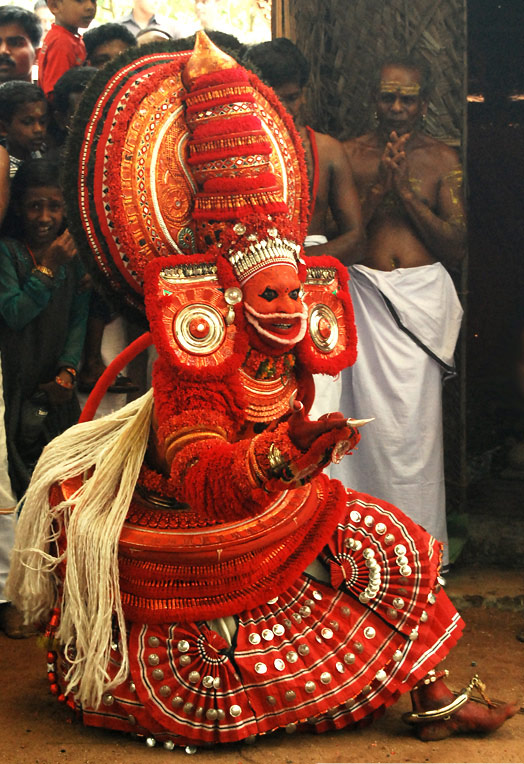
نگاره‌ای از اجرای هنر آیینی تیام. این مراسم که ریشه‌ای چند هزار ساله دارد، توسط اجراکنندگانی انجام می‌شود که همگی متعلق به طبقهٔ فرودست در طبقه‌بندی اجتماعی کاست هستند.

سیستم کاست هند مدرن مبتنی بر نوعی برتری ساختگی است و در چهار گروه به نام ورن بر روی گروه‌بندی‌های طبیعی اجتماعی به نام Jāti طبقه‌بندی می‌گردد.
سیستم ورنه یا ورن (هندوئیسم) که در متون باستانی هندو مطرح شده‌است، جامعه را به چهار طبقه تقسیم می‌کند:
برهمِن‌هاطبقهٔ روحانیون ارشد و کاهنان یاجنا (en)
کشاتریاهاطبقه شاهزادگان و جنگاوران
ویشایاهاطبقه بازرگانان، صنعتگران و کشاورزان
شودراها یا سادراهاطبقه کارگران
هر کس که در این چهار کاست طبقه‌بندی نشود، «نجس» یا فرد لمس‌ناپذیر (دالیت) محسوب می‌گردد.
در دین هندو، این طبقه‌بندی در وداها آمده‌است و مردم در هر یک از این طبقات که به دنیا بیایند نباید به شغل افراد طبقهٔ دیگر وارد شوند و نیز اجازه ندارند که با افراد طبقهٔ دیگر ازدواج کنند. طبق آموزه‌های دین هندو، اعمال و رفتار ما و کارمایی که در این جهان گردآوری می‌کنیم تعیین می‌کند در زندگی بعدی در کدام طبقه قرار گیریم.
شایان ذکر است برخی افراد و گروه‌ها مانند خارجی‌ها، کوچ نشین‌ها، صحرانشین‌ها، قبایل جنگلی، گور کن‌ها و … در تقسیم‌بندی نظام چهار کاستی قرار نگرفته و حذف شده‌اند که از نظر آن جامعه فاقد ورنه بوده و غیرقابل لمس یا اصطلاحاً نجس می‌باشند. از قرن نوزدهم آنها خود را دالیت نامیده و ورنه پنجمی برای خود شکل دادند که پانچاما نامیده می‌گردد
دولت هند سعی دارد این نظام طبقاتی را از بین ببرد ولی مردم معتقد به آیین هندو، آن را دستور دین می‌دانند.

## تاریخچه در کشورهای مختلف
نظام کاست هم‌چنین در آفریقا، خاورمیانه و خاوردور وجود داشته‌است.